# Pětiletka

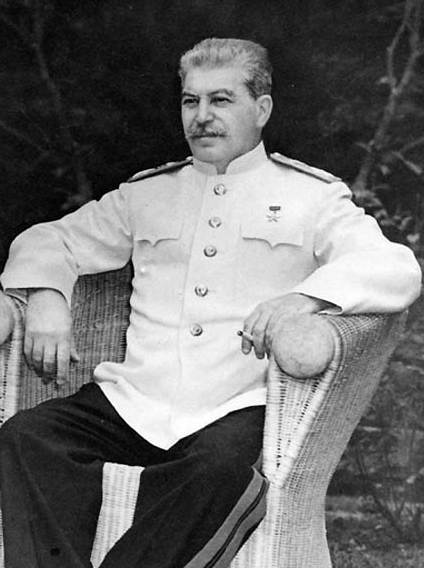
Josif Vissarionovič Stalin, za jehož vlády vznikla první pětiletka

Pětiletý plán, zkráceně pětiletka, je ekonomický plán centrálně plánované ekonomiky na pětileté období, poprvé zavedený v Sovětském svazu roku 1929 a poté užívaný i v dalších zemích východního bloku. První pětiletý plán byl zaměřen na industrializaci zejména v oblasti těžkého strojírenství a byl spolu s kolektivizací zemědělství zaveden po upevnění moci Josifa Vissarionoviče Stalina. Údajné plnění pětiletých plánů bylo sovětskou propagandou prezentováno jako úspěchy socialistického hospodářství, jako protiklad kapitalistického tržního hospodářství řízeném primárně principem nabídky a poptávky.
Poněkud odlišný byl čtyřletý plán zavedený roku 1936 v nacistickém Německu, který byl zaměřen na přípravu národního hospodářství na válku. Po vzniku železné opony sovětský vzor napodobovaly další země, v Československu byla první pětiletka zavedena roku 1949. V současné době se pětileté plánování používá v některých asijských zemích, například v Číně, Pákistánu či Vietnamu.
Podle pětiletých plánů bylo organizováno celé hospodářství země. V plánech bylo přesně uvedeno, kolik se bude vyrábět kterého zboží a kde se bude vyrábět, za jakou cenu, jaké budou mzdy, kolik bude pracovníků v jednotlivých podnicích atd.

## Československo

### Plánovaná ekonomika
Plánovaná ekonomika byla v Československu zavedena po druhé světové válce stejně jako v celé řadě zemí světa. Měla být účinným a užitečným nástrojem pro obnovu hospodářství zničeného za války.
Pro komunisty bylo centrální plánování a zavedení pětiletek zcela zásadním rysem nového pořádku. Státní propaganda tvrdila, že pětiletky jsou to nejlepší pro růst životní úrovně a efektivitu hospodářství. Ve skutečnosti však toto plánování bylo nepružné a neefektivní. Plánovaná ekonomika tak opakovaně způsobovala nedostatek zboží a služeb. Lidé stáli fronty na potraviny a spotřební zboží, podniky měly nedostatek surovin pro výrobu, služby fungovaly omezeně.

### Státní úřad plánování

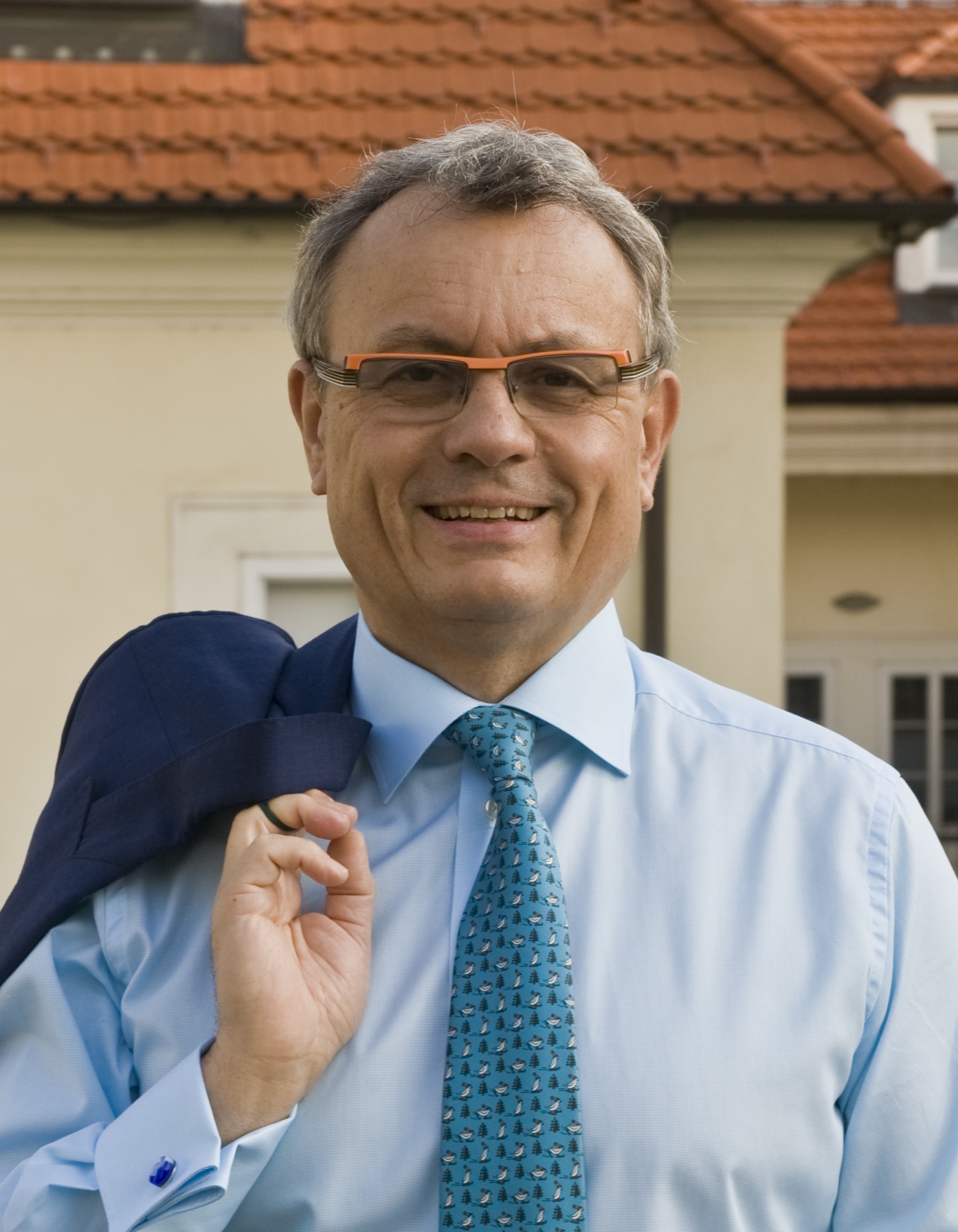
Vladimír Dlouhý, poslední předseda Státního úřadu plánování

Dlouhodobé národohospodářské plány navrhoval v letech 1945–1959 Státní úřad plánovací, od roku 1959 přejala jeho úlohu Státní plánovací komise. Pod tlakem hospodářských potíží se však musela stále více zabývat řešením těchto potíží než plánováním. Komise existovala až do roku 1990, kdy ji její poslední předseda Vladimír Dlouhý zrušil a rozpustil.

### Dvouletka
Dvouletka začala v říjnu 1946 a jejím hlavním úkolem byla obnova válkou zničené ekonomiky. Státní plán se zabýval především výrobou strategických surovin. Plánování investic bylo jen rámcové a nebylo přímo napojeno na státní rozpočet. Dvouletka byla ještě před znárodněním a přímý vliv měla na zhruba 10 národních závodů.

### I. pětiletka
První pětiletý plán byl stanoven na roky 1949–1954. Cílem bylo zprůmyslnění země a odstranění nerovnoměrnosti výroby na území státu, zvýšení podílu těžkého průmyslu, snížení podílu textilního průmyslu a nahrazení výpadku v průmyslové výrobě Německa.
V roce 1950 začal Sovětský svaz vyvíjet tlak na zvýšení výroby v těžkém a chemickém průmyslu. Příčinou tohoto tlaku byl požadavek na zvýšení zbrojního průmyslu. Přes navýšení pětiletého plánu roku 1951 byla první pětiletka splněna jen zhruba v původní výši.
V letech 1953 až 1955 byla ekonomika řízena ročními plány. Hospodářství bylo paralyzováno čistkami mezi odborníky a politickými procesy.

### II. pětiletka
Druhá pětiletka měla probíhat v letech 1956–1960. Reálně však začala až v roce 1958 a řádně nefungovala. V praxi se ukázalo, že skutečné chování ekonomických subjektů je zcela jiné, než předpokládala teorie, a že dlouhodobé plánování nemá dobré výsledky.
Podniky se snažily získat nízké plány, nadsazovaly požadavky na suroviny a investice. Kvalita výrobku pro ně nebyla podstatná, důležité bylo vyprodukovat ho v co největším množství s nejmenším úsilím. Některé náročnější výrobky se přestaly vyrábět, přestože po nich byla poptávka.
Rozsypalova hospodářská reforma
Už v roce 1956 se v rámci komunistické strany začalo hovořit o potřebě reformy. Výsledkem byla reforma realizovaná v letech 1958–1960, která byla pojmenována podle náměstka předsedy Státního úřadu plánovacího Kurta Rozsypala. Reforma měla tři body:
- reorganizace podniků na výrobně hospodářské jednotky, které měly pružnější řízení;
- vytvoření systému hmotné pobídky podniků i zaměstnanců;
- úprava mzdových tarifů na reálný stav.

Reforma měla vylepšit hospodářský systém, který však byl založený na nefungujících principech. Na počátku šedesátých let se reforma zhroutila.

### III. pětiletka
Třetí pětiletka probíhala v letech 1961–1965. Opět se ji nepodařilo naplnit, a to především kvůli nereálnému plánu nárůstu výroby. Například v roce 1961 měl vzrůst chemický průmysl o 78 %. Plánovaný nárůst hospodaření byl tak dosažen s několikaletým zpožděním. Hospodářské neúspěchy byly zdůvodňovány výpadkem vývozu do Číny vlivem roztržky se Sovětským svazem, karibskou krizí roku 1961 a druhou berlínskou krizí 1962.

### IV. pětiletka
Čtvrtá pětiletka probíhala v letech 1966–1970 za Šikovy ekonomické reformy. Již v roce 1963 byl pověřen ředitel Ekonomického ústavu ČSAV Ota Šik přípravou námětů na postup reformy. Jeho reforma byla založena na zbožně peněžních vztazích a měla zavést samoregulaci ve výrobě. Vliv centrálních úřadů se měl zmenšit. Také investiční politika měla být menší, aby tolik neodčerpávala z národního důchodu. Přestože byly výsledky páté pětiletky lepší než v předchozích pětiletkách, nepodařilo se reformu zcela realizovat. Přišlo jaro 1968 a v srpnu 1968 sovětská invaze, která reformu zcela zastavila.

### V. pětiletka
Pátá pětiletka probíhala v letech 1971–1975. Díky setrvačnosti ekonomiky a rezervám z druhé poloviny šedesátých let se plán vyvíjel příznivě. Normalizační režim opět přistoupil k masivním investicím, především do palivoenergetického průmyslu s dlouhou dobou návratnosti.

### VI. pětiletka
Šestá pětiletka probíhala v letech 1976–1980. Stát pokračoval v masivních investicích, které vyčerpaly ekonomické rezervy. Byla zavedena další reforma s názvem Soubor opatření, která navazovala na Rozsypalovu reformu z konce padesátých let. Všechny tyto reformy však ztroskotávaly, protože byly založeny na centrálním řízení, a ne na tržních ekonomických principech.

### VII. pětiletka

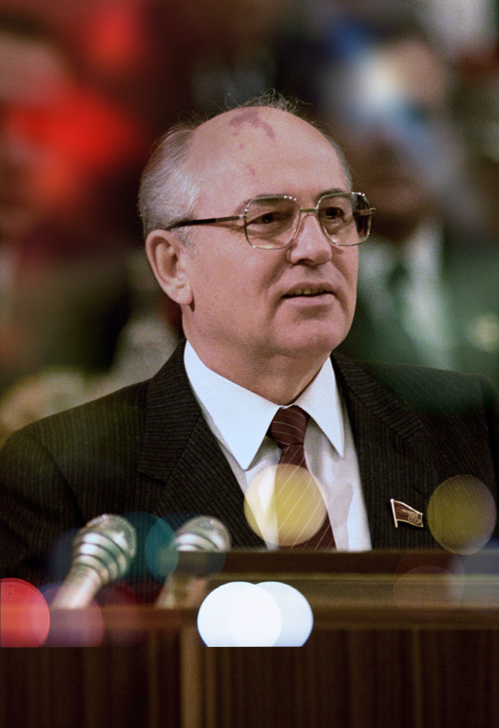
Michail Sergejevič Gorbačov, jeho perestrojka a pád komunismu ukončily pětiletky

Sedmá pětiletka probíhala v letech 1981–1985. Ekonomické prostředí bylo velmi nestabilní a přetrvávaly problémy v zásobování. Národní důchod dokonce klesal (1981 minus 0,4 %) a narůstala zahraniční zadluženost. Proto se přistoupilo k ročním plánům. Na konci pětiletky se podařilo zastavit pokles národního důchodu a došlo k jeho mírnému nárůstu.

### VIII. pětiletka
Osmá pětiletka probíhala v letech 1986–1990 a ekonomické výsledky nebyly dobré. V Sovětském svazu začala Gorbačovova perestrojka, a to mělo vliv i na československou ekonomiku. V roce 1987 byla připravena další reforma: Zásady pro přebudování hospodářského mechanismu v ČSSR. Plánovité hospodaření pokračovalo v masivních investicích do podniků, které neplnily stanovený plán. Polovina všech podniků se dostala do platební neschopnosti. Stále narůstala skrytá inflace. Svržení komunismu v roce 1989 ukončilo centrální plánování hospodářství a pětiletky.  

### Přehled pětiletek
- Dvouletka 1947 – 1948
- 1. pětiletka 1949 – 1953
- 2. pětiletka 1956 – 1960
- 3. pětiletka 1961 – 1965 zrušena (nepodařilo se ji splnit zejména v zemědělské velkovýrobě)
- 4. pětiletka 1966 – 1970
- 5. pětiletka 1971 – 1975
- 6. pětiletka 1976 – 1980
- 7. pětiletka 1981 – 1985
- 8. pětiletka 1986 – 1990